# 北海道道758号パンケ風連線
北海道道758号パンケ風連線（ほっかいどうどう758ごう パンケふうれんせん）は、北海道上川郡下川町と名寄市を結ぶ一般道道（北海道道）である。

## 概要
下川町班渓と名寄市風連町字池の上との間の未舗装区間はほぼ全線が通年通行止となっている。

### 路線データ
- 起点：北海道上川郡下川町班渓（北海道道101号下川愛別線交点）
- 終点：北海道名寄市風連町字東風連（北海道道538号旭名寄線交点）
- 路線延長：17.7 km

## 歴史
- 1972年（昭和47年）3月31日 路線認定[1]。

## 地理

### 通過する自治体
- 上川総合振興局
  - 上川郡下川町
  - 名寄市

### 交差する道路
下川町
- 北海道道101号下川愛別線 - 班渓（起点）

名寄市
- 北海道道538号旭名寄線 - 風連町字東風連（終点）

### 沿線にある施設など
名寄市
- ふうれん望湖台自然公園 - 風連町字池の上
- 忠烈布貯水池 - 風連町字池の上